# Орион (спомагателен крайцер)
Вижте пояснителната страница за други значения на Орион.
Орион (на немски: Orion, HSK-1) е спомагателен крайцер на Кригсмарине от времето на Втората световна война. Това е преустроеният товарен кораб „Курмарк“ (на немски: Kurmark), в германския флот е познат като „Шиф-36“ (на немски: Schiff 36), в Кралския флот получава обозначението „Рейдер „A““.

## История
„Курмарк“ e построен 1930 г. на стапелите на „Блом унд Фосс“ в Хамбург за линията „Хамбург—Америка“. За икономия на средства за него е използвана силовата установка на лайнера „Ню Йорк“, което впоследствие води до многобройни технически проблеми.
Заедно с „Ноймарк“ (впоследствие „Видер“) „Курмарк“ става един от първите кораби, преоборудвани като спомагателсни крайцери на Кригсмарине, по програмата започната на 5 септември 1939 г.

## Бойни действия

### Рейдерскияпоход
Бидейки един от първите спомагателни крайцери на Германия, по време на Втората световна война „Орион“ напуска своята база на 6 април 1940 г. под командването на капитан 2-ри ранг Курт Вейхер. Маскирайки се на кораб на неутрална държава, той се насочва към южната част на Атлантическия океан, където потопява своята първа жерта – кораба „Хексби“.
През май 1940 г. той преминава около нос Хорн и влиза в Тихия океан, през юни в териториалните води на Нова Зеландия поставя мини близо до Окланд. В нощта на 13 към 14 юни на тях се натъква и потъва лайнерът „Ниагара“. По-късно от неговите мини потъват още два кораба, два траулера и тралчик. След това „Орион“ оперира в Тихия и Индийския океан и атакува още 4 съда, единият от тях е изпратен към Франция, останалите са потопени.
На 20 октомври 1940 г. той се среща със спомагателния крайцер „Комет“ и спомагателния кораб „Кулмерланд“. Работейки заедно те добавят към сметката си още 7 кораба, най-голям от които е лайнерът „Ренгитейн“. През следващата година пътищата им се разделят.
Следващите 6 месяца крайцерстване по Индийския океан носят само една победа – потопяването на кораба „Чосър“ (юли 1941 г.).
„Орион“ се връща в Бордо на 23 август 1941 г., след 510 дни от началото на войната, изминал 127 337 мили и със потопени 10 кораба.

### Последваща съдба
През 1944 г. е преименуван на „Хектор“ и се използва като учебно-артилерийски кораб. През януари 1945 г. си връща името „Орион“ и се използва като войскови транспорт за евакуация по Балтийско море на бежанци от Източна Германия. На 4 май 1945 г. на път към Копенхаген, близо до Свинемюнде, е бомбардиран и потопен по време на нападението над линейния кораб „Шлезиен“ от 51-ви минно-торпеден авиополк на СССР. От над 4000 души на борда се спасяват 150.
През 1952 г. корпусът му е изваден и предаден за скрап.

### Резултати
Потопени и пленени съдове:
| Дата             | Име на кораба | Тип           | Принадлежност  | Тонаж, брт | Товар | Съдба                                                                  |
| ---------------- | ------------- | ------------- | -------------- | ---------- | ----- | ---------------------------------------------------------------------- |
| 24 април 1940    | Haxby         | товарен кораб | Великобритания | 5207       |       | потопен с артилерия и торпеда                                          |
| 19 юни 1940      | Tropic Sea    | товарен кораб | Норвегия       | 8750       |       | пленен, изпратен към Бордо, по пътя е потопен от ВМС на Великобритания |
| 16 август 1940   | Notou         | товарен кораб | Франция        | 2489       |       | миниран, взривен и потопен                                             |
| 20 август 1940   | Turakina      | товарен кораб | Великобритания | 9691       |       | потопен с артилерия и торпеда                                          |
| 14 октомври 1940 | Ringwood      | товарен кораб | Норвегия       | 7203       |       | миниран, взривен и потопен                                             |
| 29 юли 1941      | Chaucer       | товарен кораб | Великобритания | 5790       |       | потопен с артилерия и торпеда                                          |

Потопени от мини, поставени от „Орион“:
| Дата        | Име на кораба | Тип               | Принадлежност  | Тонаж, брт | Товар | Съдба                       |
| ----------- | ------------- | ----------------- | -------------- | ---------- | ----- | --------------------------- |
| 19 юни 1940 | Niagara       | пътнически лайнер | Великобритания | 13 415     |       | натъква се на мина и потъва |
| юни 1940    | Puriri        | товарен кораб     | Нова Зеландия  | 927        |       | натъква се на мина и потъва |
| юни 1940    | Port Bowen    |                   |                | 8276       |       | натъква се на мина и потъва |
| юни 1940    | Britannic     |                   |                | 1500       |       | натъква се на мина и потъва |

Заедно с „Комет“:
| Дата            | Име на кораба | Тип               | Принадлежност  | Тонаж, брт | Товар   | Съдба                      |
| --------------- | ------------- | ----------------- | -------------- | ---------- | ------- | -------------------------- |
| 25 ноември 1940 | Holmwood      | товарен кораб     | Нова Зеландия  | 546        |         | потопен с артилерия        |
| 27 ноември 1940 | Rangitane     | пътнически лайнер | Великобритания | 16 712     |         | потопен с артилерия        |
| 6 декември 1940 | Triona        | товарен кораб     | Австралия      | 4413       | фосфати | миниран, взривен и потопен |
| 7 декември 1940 | Vinni         | товарен кораб     | Норвегия       | 5181       |         | миниран, взривен и потопен |
| 7 декември 1940 | Komata        | товарен кораб     | Австралия      | 3900       |         | миниран, взривен и потопен |
| 8 декември 1940 | Triadic       | товарен кораб     | Австралия      | 6378       |         | миниран, взривен и потопен |
| 8 декември 1940 | Triaster      | товарен кораб     | Нова Зеландия  | 6032       |         | миниран, взривен и потопен |

Тонажът на потопените и пленени заедно с „Комет“ съдове е около 80 000 брт (тонажът на потопените и пленени заедно с „Комет“ съдове е разделен между тях).

## Коментари
1. ↑  От на немски: Handelsstörkreuzer, което означава спомагателен крайцер номер 1.
2. ↑  „Шиф-36“ (нем. „Schiff 36“) – в превод от немски език означава „Плавателен съд № 36“.
3. ↑  Тонажът на посочените в таблицата съдове може да е различен според други източници. Архив на оригинала от 2014-08-10 в Wayback Machine. ((en))
4. ↑  Данните, посочени в таблицата може да са различни в други източници. Архив на оригинала от 2014-08-10 в Wayback Machine. ((en))
5. ↑  Тонажът на посочените в таблицата съдове може да е различен според други източници. Архив на оригинала от 2014-08-10 в Wayback Machine. ((en))
6. ↑  Принадлежността на посочените в таблицата съдове може да е различна според други източници. ((ru))
7. ↑  Тонажът на посочените в таблицата съдове може да е различен според други източници. Архив на оригинала от 2014-08-10 в Wayback Machine. ((en))